# Avanton
Avanton est une commune du Centre-Ouest de la France, située dans le département de la Vienne  en région Nouvelle-Aquitaine.

## Géographie

### Localisation
Le bourg d'Avanton est situé sur le Seuil du Poitou, passage peu élevé entre le Massif armoricain à l'ouest et le Massif central à l'est. À une dizaine de kilomètres au nord de Poitiers, dans la plaine du Haut-Poitou.

### Communes limitrophes
| Neuville-de-Poitou | Saint-Martin-la-Pallu | Jaunay-Marigny        |
| Cissé              | d'Avanton             | Chasseneuil-du-Poitou |
|                    | Migné-Auxances        |                       |

### Géologie et relief
La région d'Avanton présente un paysage de plaines de champs ouverts. Le terroir se compose :
- de groies moyennement profondes (pour 88 %) sur les Plaines calcaires. Les groies sont des terres du Sud-Ouest de la France, argilo-calcaires, peu profondes  - en général de moins de 50 cm d’épaisseur – et  plus ou moins riches en cailloux. Elles sont fertiles et saines et donc, propices à la polyculture céréalière mais elles s’assèchent vite ;
- des constructions de l'agglomération (pour 12 %).

### Climat
Pour des articles plus généraux, voir Climat de la Nouvelle-Aquitaine et Climat de la Vienne.
Historiquement, la commune est exposée à un climat océanique du nord-ouest.  
En 2020, Météo-France publie une typologie des climats de la France métropolitaine dans laquelle la commune est exposée à un climat océanique altéré et est dans la région climatique Poitou-Charentes, caractérisée par un bon ensoleillement, particulièrement en été et des vents modérés.
Pour la période 1971-2000, la température annuelle moyenne est de 11,6 °C, avec une amplitude thermique annuelle de 14,7 °C. Le cumul annuel moyen de précipitations est de 716 mm, avec 10,8 jours de précipitations en janvier et 6,7 jours en juillet. Pour la période 1991-2020, la température moyenne annuelle observée sur la station météorologique la plus proche, située sur la commune de Neuville-de-Poitou à 5,12 km à vol d'oiseau, est de 12,5 °C et le cumul annuel moyen de précipitations est de 704,6 mm,. Pour l'avenir, les paramètres climatiques de la commune estimés pour 2050 selon différents scénarios d’émission de gaz à effet de serre sont consultables sur un site dédié publié par Météo-France en novembre 2022.

## Urbanisme

### Typologie
Au 1er janvier 2024, Avanton est catégorisée bourg rural, selon la nouvelle grille communale de densité à sept niveaux définie par l'Insee en 2022.
Elle est située hors unité urbaine. Par ailleurs la commune fait partie de l'aire d'attraction de Poitiers, dont elle est une commune de la couronne,. Cette aire, qui regroupe 97 communes, est catégorisée dans les aires de 200 000 à moins de 700 000 habitants,.

### Occupation des sols
L'occupation des sols de la commune, telle qu'elle ressort de la base de données européenne d’occupation biophysique des sols Corine Land Cover (CLC), est marquée par l'importance des territoires agricoles (84,4 % en 2018), en diminution par rapport à 1990 (88,7 %). La répartition détaillée en 2018 est la suivante : 
terres arables (81,1 %), zones urbanisées (14,4 %), zones agricoles hétérogènes (3,3 %), zones industrielles ou commerciales et réseaux de communication (1,2 %). L'évolution de l’occupation des sols de la commune et de ses infrastructures peut être observée sur les différentes représentations cartographiques du territoire : la carte de Cassini (XVIIIe siècle), la carte d'état-major (1820-1866) et les cartes ou photos aériennes de l'IGN pour la période actuelle (1950 à aujourd'hui).

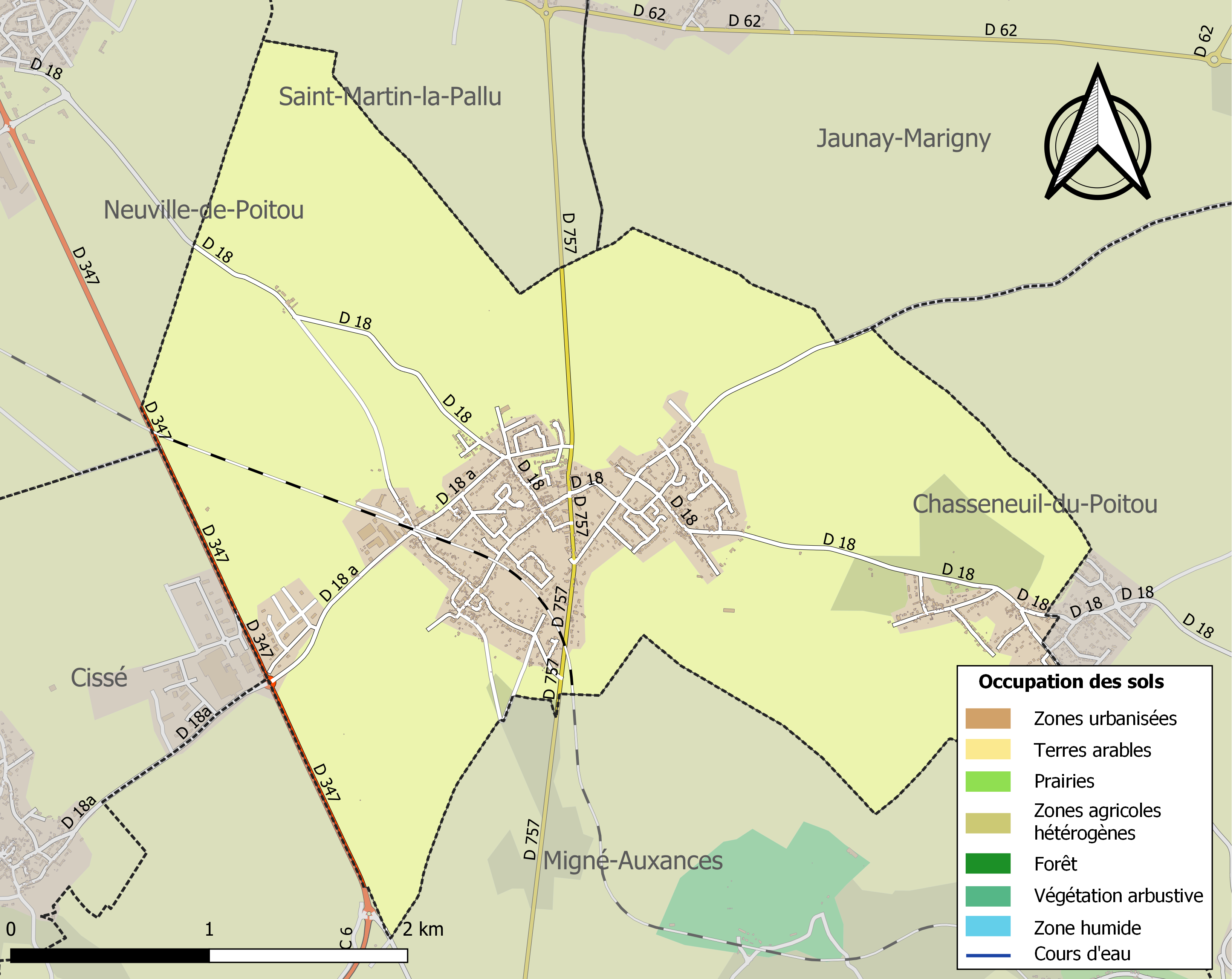
Carte des infrastructures et de l'occupation des sols de la commune en 2018 (CLC).

### Risques majeurs
Le territoire de la commune d'Avanton est vulnérable à différents aléas naturels : météorologiques (tempête, orage, neige, grand froid, canicule ou sécheresse), mouvements de terrains et séisme (sismicité modérée). Il est également exposé à un risque technologique,  le transport de matières dangereuses. Un site publié par le BRGM permet d'évaluer simplement et rapidement les risques d'un bien localisé soit par son adresse soit par le numéro de sa parcelle.

#### Risques naturels

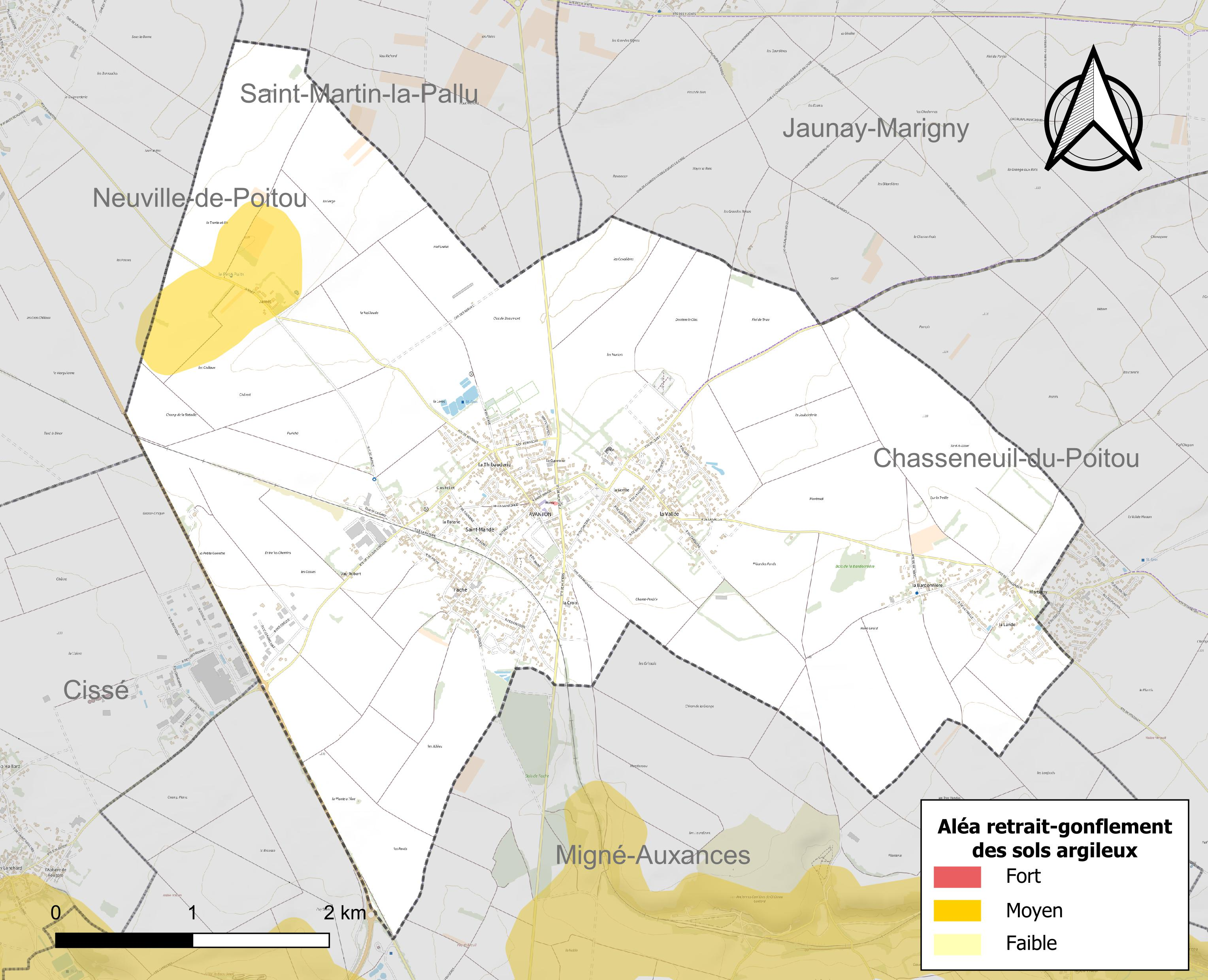
Carte des zones d'aléa retrait-gonflement des sols argileux d'Avanton.

Les mouvements de terrains susceptibles de se produire sur la commune sont des affaissements et effondrements liés aux cavités souterraines (hors mines) et des tassements différentiels. Afin de mieux appréhender le risque d’affaissement de terrain, un inventaire national permet de localiser les éventuelles cavités souterraines sur la commune. Le retrait-gonflement des sols argileux est susceptible d'engendrer des dommages importants aux bâtiments en cas d’alternance de périodes de sécheresse et de pluie. 3,7 % de la superficie communale est en aléa moyen ou fort (79,5 % au niveau départemental et 48,5 % au niveau national). Depuis le 1er octobre 2020, en application de la loi ÉLAN, différentes contraintes s'imposent aux vendeurs, maîtres d'ouvrages ou constructeurs de biens situés dans une zone classée en aléa moyen ou fort,.
La commune a été reconnue en état de catastrophe naturelle au titre des dommages causés par les inondations et coulées de boue survenues en 1982, 1999 et 2010, par la sécheresse en 2005 et 2017 et par des mouvements de terrain en 1999 et 2010.

## Toponymie
Les traces d'Avanton se retrouvent en 732 avec la forme latine Ad ventum signifiant « Au vent, là où il vente », la commune étant située sur un plateau où le vent souffle. Autre hypothèse, le fonctionnaire romain chargé de dresser l'état du site aurait mentionné Aventonem ou Villa Aventi pour désigner le domaine d'un riche propriétaire terrien de l'époque, autochtone ou Picton, un certain Aventos.

## Histoire

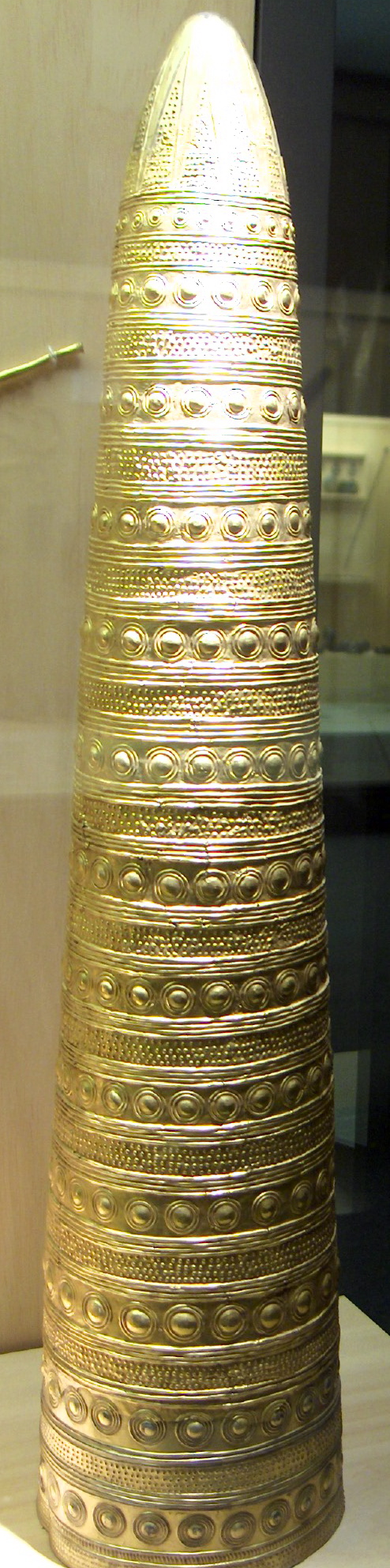
Le cône rituel en or d’Avanton.

En 1844, un cône d'or ouvragé, le cône d’Avanton est mis à jour dans le village. Ce cône rituel en or, dont on fait aujourd'hui remonter la fabrication au début du IIe millénaire av. J.-C., c'est-à-dire de l'âge du bronze ancien, était le deuxième spécimen d'un artéfact que l'on avait découvert une première fois à Schifferstadt, en Allemagne, en 1835. L'objet, endommagé, est considéré comme un symbole de fertilité. La comparaison avec les autres cônes de l'âge du bronze donne à penser que la partie inférieure (un évasement faisant office de rebord) a disparu. Ce qui subsiste du cône d’Avanton est long de 55 cm et pèse 321 g.
Le cône d’Avanton est aujourd'hui exposé au Musée d'Archéologie nationale de Saint-Germain-en-Laye.

### Les Hospitaliers
Le château d'Avanton est bâti sur l’immense cave du premier niveau, qui constitue probablement la salle de chapitre d’une commanderie des Hospitaliers de l'ordre de Saint-Jean de Jérusalem, le corps central du château est édifié au milieu du XVIe siècle par François Aubert. Le corps de logis principal est surtout remarquable par son pavillon central qui contient l’escalier rampe sur rampe et est agrémenté de deux tourelles en encorbellement. Les façades offrent une ordonnance symétrique, éclairées d’origine par des fenêtres à meneaux. La porte d’entrée monumentale, décalée du fait de l’escalier, est très large, suivant les modèles utilisés sous la première Renaissance, et porte la couleur rouge « cochenille évasée ».

## Politique et administration

### Instances judiciaires et administratives
La commune relève du tribunal d'instance de Poitiers, du tribunal de grande instance de Poitiers, de la cour d'appel  Poitiers, du tribunal pour enfants de Poitiers, du conseil de prud'hommes de Poitiers, du tribunal de commerce de Poitiers, du tribunal administratif de Poitiers et de la cour administrative d'appel  de  Bordeaux, du tribunal des pensions de Poitiers, du tribunal des affaires de la Sécurité sociale de la Vienne, de la cour d’assises de la Vienne.

### Services publics
Les réformes successives de La Poste ont conduit à la fermeture de nombreux bureaux de poste ou à leur transformation en simple relais. Toutefois, la commune a pu maintenir le sien.
2015, première année où les subventions ne sont pas accordées aux associations sauf à celle qui interviennent dans les écoles, et aux associations qui présentent un projet.

2015, le maire soutient la banque postale pour fermer la poste. Et mettre en place un relais postal, (avec ou sans l'accord de la municipalité, cette action aurait de toute façon était mené ) . Conséquence, un mi-temps en moins pour cette initiative.

## Démographie
Les habitants sont appelés les Avantonnais.
L'évolution du nombre d'habitants est connue à travers les recensements de la population effectués dans la commune depuis 1793. Pour les communes de moins de 10 000 habitants, une enquête de recensement portant sur toute la population est réalisée tous les cinq ans, les populations de référence des années intermédiaires étant quant à elles estimées par interpolation ou extrapolation. Pour la commune, le premier recensement exhaustif entrant dans le cadre du nouveau dispositif a été réalisé en 2005.

En 2022, la commune comptait 2 227 habitants, en évolution de +3,39 % par rapport à 2016 (Vienne : +0,6 %, France hors Mayotte : +2,11 %).
| 1793 | 1800 | 1806 | 1821 | 1831 | 1836 | 1841 | 1846 | 1851 |
| ---- | ---- | ---- | ---- | ---- | ---- | ---- | ---- | ---- |
| 379  | 482  | 473  | 496  | 556  | 563  | 565  | 588  | 620  |

| 1856 | 1861 | 1866 | 1872 | 1876 | 1881 | 1886 | 1891 | 1896 |
| ---- | ---- | ---- | ---- | ---- | ---- | ---- | ---- | ---- |
| 594  | 654  | 677  | 649  | 725  | 792  | 699  | 645  | 581  |

| 1901 | 1906 | 1911 | 1921 | 1926 | 1931 | 1936 | 1946 | 1954 |
| ---- | ---- | ---- | ---- | ---- | ---- | ---- | ---- | ---- |
| 563  | 605  | 638  | 545  | 514  | 513  | 524  | 534  | 536  |

| 1962 | 1968 | 1975 | 1982  | 1990  | 1999  | 2005  | 2006  | 2010  |
| ---- | ---- | ---- | ----- | ----- | ----- | ----- | ----- | ----- |
| 570  | 640  | 817  | 1 120 | 1 164 | 1 414 | 1 771 | 1 808 | 1 815 |

| 2015  | 2020  | 2022  | - | - | - | - | - | - |
| ----- | ----- | ----- | - | - | - | - | - | - |
| 2 115 | 2 213 | 2 227 | - | - | - | - | - | - |

En 2008, la densité de population de la commune était de 169 hab./km2, 61 hab./km2 pour le département, 68 hab./km2 pour la région Poitou-Charentes et 115 hab./km2 pour la France.

## Économie

### Agriculture
Selon la direction régionale de l'Alimentation, de l'Agriculture et de la Forêt de Poitou-Charentes, il n'y a plus que 10 exploitations agricoles en 2010 contre 13 en 2000.
Les surfaces agricoles utilisées ont diminué et sont passées de 920 hectares en 2000 à 729 hectares en 2010. 60 % sont destinées à la culture des céréales (2/3 pour le blé tendre et 1/3 pour l'orge) et 2 9% pour les oléagineux (colza et tournesol). En 2010,10 hectares (12 en 2000) sont consacrés à la vigne. Le vignoble se répartit sur cinq domaines (onze en 2000).

### Commerce et industrie
La vie économique d'Avanton se compose de commerces dans le centre mais aussi d'entreprises basées sur la ZAE des Cosses. L'ensemble comprend une dizaine de commerces/artisans et une vingtaine d'entreprises installées à Avanton. Quelques activités sont réalisées à domicile de particuliers.

## Culture locale et patrimoine

### Lieux et monuments

#### Patrimoine civil
- Le château d'Avanton : le château a connu deux dommages : un premier en 1869, quand l’aile nord s’écroule, et le deuxième en 1922, quand la même aile est de nouveau détruite par un feu de cheminée[32]. Le château est inscrit comme monument historique depuis 1927.
- Pigeonnier de 1844 boulins[33].
- Dans le cimetière, stèle sculptée, rare témoin de la sépulture funéraire moderne en Poitou (tombeau de Mlle Simonet, sculpteur : A. Desoulières).

#### Patrimoine religieux
- À l’entrée du château se trouve l’église Saint-Laurent-des-Anges qui date du XIVe siècle. La nef mesure 19 mètres de long et 6 mètres de large. Le maître-autel date du XIXe siècle, deux autres petits autels dédiés l’un à la Vierge, l’autre à saint Joseph datent de l’époque de la Restauration. (Cf : mairie d'Avanton). Elle est inscrite à l'Inventaire général du patrimoine culturel[34].

### Patrimoine naturel
La commune contient cinq zones naturelles d'intérêt écologique, faunistique et floristique (ZNIEFF) qui couvrent 100 % de la surface communale :
- Le bois de la Bardonniere,
- La Marguienne,
- La plaine de Furigny-Bellefois,
- La plaine d'Avanton,
- Les plaines du Mirebalais et du Neuvillois qui sont aussi protégées au titre de la directive oiseaux qui assure la protection des oiseaux sauvages et de leurs biotopes[36].

#### Le bois de la Bardonniere
Le bois de la Bardonnière constitue une des dernières reliques de milieu naturel dans le paysage céréalier intensif de la plaine du Haut-Poitou, autour de Poitiers.
Sur ces terres de "groies" peu profondes et caillouteuses où le substratum de calcaire jurassique n’est jamais très loin de la surface, l’essence dominante du boisement est le chêne pubescent, ou "chêne noir", un arbre thermophile mais résistant bien aux froids.
En raison du caractère presque linéaire du peuplement ici et des vicissitudes passées, il est accompagné sur le site par diverses autres espèces : érable sycomore, érable plane, orme champêtre et même if, qui témoignent ici d’une introduction volontaire ou accidentelle d’essences décoratives par l’homme.
En pied de haie, se trouve une bande herbacée mêlant parmi des plantes communes de ce type de biotope comme l’Iris fétide ou le Géranium pourpré, une espèce rarissime en Poitou-Charentes, voire dans tout l’ouest de la France : la Centaurée de Trionfetti. Il s’agit d’une plante vivace de la famille des Astéracées, haute de 25 cm à 70 cm, à tige munie de feuilles linéaires et aiguës, se terminant par un unique capitule d’un bleu profond qui, comme chez toutes les espèces de cette famille, est formé en fait par la réunion de nombreuses petites fleurs individuelles serrées sur un support commun, le réceptacle.

### Personnalités liées à la commune
- Alfred Plauzeau (1875 - 1918), peintre natif d'Avanton.
- Romain Édouard (1990 - ), joueur d'échecs international (Titre : GMI) - Champion d'Europe U16 en 2003 - Champion de France en 2012 -  4e Français et 44e mondial - meilleur classement juin 2014 : 2702 pts fide.